# 임지섭
임지섭(林知燮, 1995년 9월 6일 ~ )은 전 KBO 리그 LG 트윈스의 투수이다.

## 선수 시절

### 아마추어 시절
2013년 7월 29일 울산공고와의 제 68회 청룡기 전국고교야구선수권대회 겸 주말 리그 왕중왕전 1회전에서 9이닝 1실점, 18탈삼진, 완투승을 기록했다.

### LG 트윈스시절
2014년 신인 드래프트에서 1차 지명을 받아 입단하였다. 3월 30일 두산 베어스와의 경기에서 선발 등판해 5이닝 1실점으로 승리 투수가 됐는데, 이는 KBO 역대 4번째 고졸 신인 투수 데뷔전 선발 승이었다. 이는 류현진 이후 8년 만에 나온 기록이며, 2주 뒤인 4월 13일에는 넥센 히어로즈의 하영민이 이 기록을 달성해 역대 최초 한 시즌에 고졸 신인 데뷔 첫 경기에서 선발 승을 한 선수가 2명이 나왔다. 2015년 스프링캠프에서 당시 코치였던 류택현과 1:1 코칭을 통해 기량을 크게 향상시켰고, 류제국의 부상으로 인해 4선발이 유력했다. 구속이 150km/h를 넘나드는 좌완 투수로 이 해 가장 기대되는 유망주이자 신인왕 후보 중 한 명이었으나 2015년 KIA 타이거즈와의 경기에서 선발 등판해 2.1이닝 1피홈런, 3실점으로 난조를 보였다. 특히 볼넷이 상당히 많은 편이었다. 2015년 4월 4일 삼성 라이온즈와의 경기에서 선발 등판해 7이닝 무실점, 9탈삼진, 6사사구 노히트를 기록하며 팀의 첫 선발 승을 기록했다. 하지만 제구 난조로 5월 초에 1군 엔트리에서 말소됐다. 5월 20일 다시 1군에 콜업돼 넥센 히어로즈와의 경기에 선발 등판했으나 제구 난조로 1.1이닝 4실점, 1피안타, 6볼넷으로 조기 강판됐다. 다음 날인 5월 21일에 1군 엔트리에서 제외됐다.

### 상무 야구단시절
입대 첫 해에는 눈에 띄는 기록이 없었지만 다음 해에는 이대은과 함께 2군을 평정했다. 투구 폼을 바꾸며 불안 요소로 지적됐던 제구도 많이 향상됐고, 방어율, 다승왕이 됐다.

### LG 트윈스복귀
2017년에 복귀하였다. 2019년 시즌 후 본인의 요청으로 임의 탈퇴됐고, 2020년 12월 15일에 임의 탈퇴가 해제됐다. 2022년 시즌 후 방출됐다.

## 출신 학교
- 사파초등학교 → 포항제철서초등학교
- 포항제철중학교(전학) → 경남 신월중학교
- 마산용마고등학교(전학) → 제주고등학교

## 통산 기록
| 연도 | 팀명  | 평균자책점 | 경기 | 완투 | 완봉 | 승 | 패 | 세 | 홀 | 승률  | 타자 | 이닝 | 피안타 | 피홈런 | 볼넷 | 사구 | 탈삼진 | 실점 | 자책점 |
| ---- | ----- | ---------- | ---- | ---- | ---- | -- | -- | -- | -- | ----- | ---- | ---- | ------ | ------ | ---- | ---- | ------ | ---- | ------ |
| 2014 | LG    | 6.75       | 4    | 0    | 0    | 1  | 2  | 0  | 0  | 0.333 | 73   | 14.2 | 15     | 1      | 17   | 1    | 8      | 11   | 11     |
| 2015 | LG    | 6.25       | 8    | 0    | 0    | 1  | 2  | 0  | 0  | 0.333 | 144  | 31.2 | 18     | 3      | 36   | 2    | 37     | 23   | 22     |
| 2018 | LG    | 25.07      | 2    | 0    | 0    | 0  | 2  | 0  | 0  | 0.000 | 32   | 4.2  | 11     | 3      | 7    | 0    | 4      | 13   | 13     |
| 2019 | LG    | 2.70       | 8    | 0    | 0    | 0  | 0  | 0  | 0  | -     | 33   | 6.2  | 5      | 0      | 8    | 1    | 9      | 4    | 2      |
| 통산 | 4시즌 | 7.49       | 22   | 0    | 0    | 2  | 6  | 0  | 0  | 0.250 | 282  | 57.2 | 49     | 7      | 68   | 4    | 58     | 51   | 48     |